# Hermandad de la Santa Cruz y Santa Elena (Ocaña)
La Hermandad de la Santa Cruz y Santa Reina Elena de Ocaña es la heredera de la de Pajes de la Gloriosa Reina Santa Elena de la parroquia de Santa María de la Asunción en el siglo XVIII, siendo una de las hermandades que entonces dependían del tronco y Archicofradía de Nuestro Padre Jesús Nazareno. El día 4 de mayo de 2019 celebró el 300.° aniversario de la fundación de la hermandad.

## Historia
Fundación histórica
Fundada en 1719. El arzobispo de Toledo Francisco Valero y Losa confirma su constitución el 17 de marzo.
Refundación

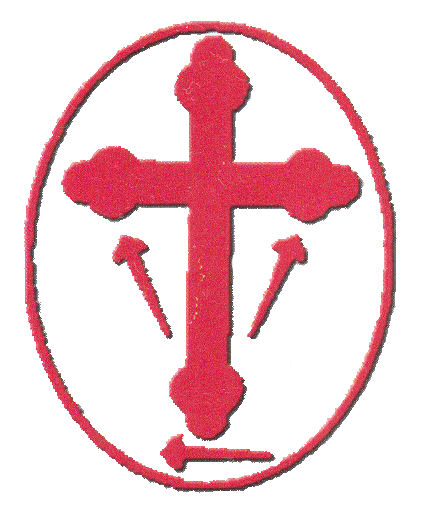
Emblema Consta de una cruz latina con tres clavos, uno en la parte inferior y los otros a ambos lados de la cruz; símbolo del cristianismo.

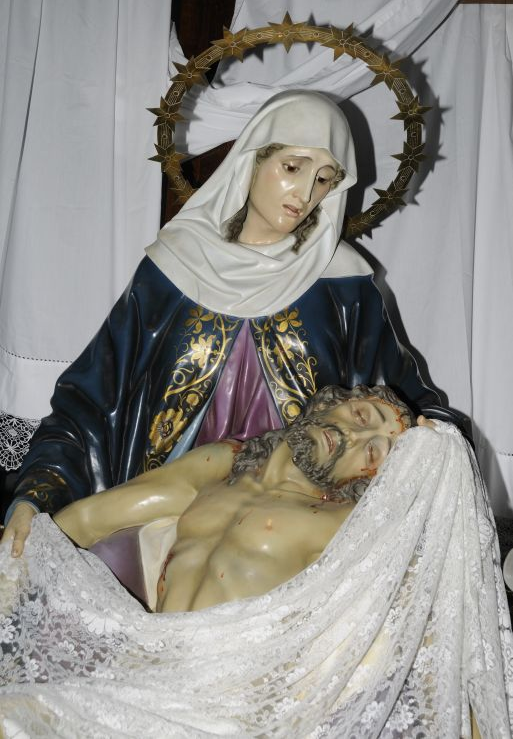
La Piedad.

Fue restablecida una vez finalizada la contienda civil bajo los preceptos eclesiásticos en 1962.
Reseña histórica
En tiempo de Cuaresma del año 1717, el diputado de la Archicofradía de Nuestro Padre Jesús Nazareno, Juan Antonio Pozuelo y Espinosa, instó a varios fieles de la villa a fundar una cofradía que dependiera de la primera con la denominación de Hermandad de Pajes de la Gloriosa Santa Elena, para acompañar a Nuestro Padre Jesús Nazareno en la procesión del Viernes Santo, vistiendo túnica morada sin capuz, hachas de cera encendidas y con insignias en el pecho con el retrato de Santa Elena. En ese mismo año procesionaría el Viernes Santo sin haber escrito sus estatutos. Debido a esto, en 1718, los Pajes de la Gloriosa Santa Elena, por medio de la archicofradía, solicitarán al Arzobispado de Toledo la aprobación de sus estatutos y el permiso para procesionar el Viernes Santo. 
Por varios contratiempos en la formulación de sus estatutos, no sería hasta 1719 cuando se funda oficialmente la hermandad, aprobados los estatutos por el arzobispo de Toledo.
A partir del año 1719, serían veinte los Pajes que formasen la hermandad. En las hermandades de Ocaña había que diferenciar dos tipos de pajes, "pajes de hacha" y "pajes tapados". Los primeros estaban obligados a seguir a su titular en la procesión con velas de cera encendidas y sin capuz; los segundos, que llevarían capuz, tenían la función de portar la imagen titular en procesión. A mediados del siglo XIX, como datan unas relaciones parroquiales, la hermandad duplicaría el número de pajes hasta los cuarenta y cinco.
Una vez finalizada la guerra civil española, esta hermandad tardará en ser re-fundada. No es hasta el año 1951, cuando un grupo de fieles piden autorización a la Archicofradía de Nuestro Padre Jesús Nazareno para reconstituir la hermandad. La legalización se hizo de rogar, puesto que a pesar de tener formalizados los nuevos estatutos en el año 1954, no es hasta 1962 cuando la archicofradía aprobaría los estatutos bajo los preceptos eclesiásticos y la autorización del arzobispado de Toledo.
ANEGDOTA
En su re-fundación, vestían túnica de color verde y capuz rojo, lo cual se le empezó a conocer como la hermandad de "el pisto" en alusión al típico plato castellano-manchego.

## Hábito

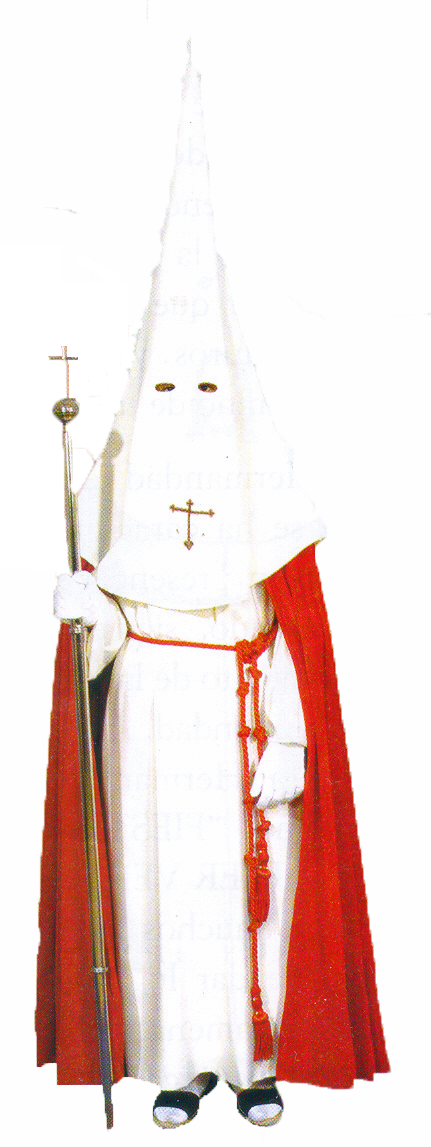
Hábito de la Hermandad de la Santa Cruz y Santa Reina Elena.

Túnica blanca, capa de terciopelo roja y capuz blanco con el emblema de la hermandad en rojo, cíngulo de color rojo y sandalias marrones con medias caladas blancas. Guantes blancos.

## Actividades
La fiesta mayor se celebra en el mes de mayo, exactamente el primer sábado, en el que se conmemora la Santa Cruz por parte de Santa Elena. Ésta se sitúa en el altar mayor de la iglesia de Santa María de la Asunción, presidiendo la función solemne de la hermandad. Tras la eucaristía, tiene lugar una cena de hermandad.